# Elisabeth Roediger
Elisabeth Roediger, verheiratete Elisabeth Grundmann-Roediger (13. Dezember 1859 in Hanau –  12. Mai 1914 ebenda) war eine deutsche Opernsängerin (Sopran).

## Leben
Elisabeth Roediger war die Tochter des Hanauer Hofjuweliers und Maschinenkettenfabrikanten Friedrich Isaac Roediger und dessen zweiter Ehefrau Louise Albertine Berchelmann, Tochter des Andreas Berchelmann, Landrichter zu Seligenstadt. Sie erhielt ihre Ausbildung zunächst bei der Gesangspädagogin Johanna Konewka in Frankfurt am Main, anschließend in Paris bei Pauline Viardot-Garcia. Sie debütierte 1879 am Stadttheater von Frankfurt als Marie im Waffenschmied von Albert Lortzing. Sie erhielt hier ein Engagement und war in den folgenden Jahren als Königin der Nacht in der Zauberflöte, als Benjamin in Joseph von Étienne-Nicolas Méhul, als Page Urbain in den Hugenotten von Giacomo Meyerbeer, als Rose Friquet im Glöckchen des Eremiten von Aimé Maillart und als Gabriele im Nachtlager in Granada von Conradin Kreutzer zu hören.
Nach ihrer Heirat 1892 mit dem Bariton Hans Grundmann (1859–1906) trat sie auch unter dem Namen Elisabeth Grundmann-Roediger auf. Nach Beendigung ihrer Karriere lebte sie in Hanau.
Sie sang unter anderem in Berlin, Bremen, Breslau, Chemnitz, Frankfurt, Hamburg, Königsberg, Magdeburg, Nürnberg, Paris, Riga, Sondershausen und Straßburg.

## Engagements
- 1879–1881 Oper Frankfurt
- 1881–82 Fürstliche Hoftheater von Sondershausen in Thüringen
- 1882–84 Lettische Nationaloper Riga, jugendlich-dramatischer und Koloratursopran
- 1884–85 Bremer Stadttheater
- 1885–87 Staatstheater Nürnberg
- 1885–87 Berliner Krolloper
- 1887–89 Hamburgische Staatsoper
- 1889–90 Oper Breslau
- 1890–91 Theater von Straßburg
- 1891–95 Stadttheater Magdeburg
- 1895–96 Theater Chemnitz
- 1896–1901 Theater von Königsberg (Ostpreußen)